# Herkules, der Held von Karthago
Herkules, der Held von Karthago (Originaltitel: La vendetta di Ursus) ist ein in Italien produzierter mythologischer Film, den Luigi Capuano 1961 inszenierte.

## Handlung
Herkules, der sich als Bauer niedergelassen hatte, wird mit seinem kleinen Bruder Dario zur Prinzessin Sira gerufen, die das Land Lycien verlassen möchte und sich für ihre Hilfe in der Vergangenheit bedankt. Ihr Lager wird jedoch von einer Gruppe Soldaten unter Führung von Hauptmann Andros aus Karia überfallen. Zwar können diese von Herkules vertrieben werden, doch präparieren sie ein Floß als Falle für die Prinzessin. Tatsächlich verunfallt sie und muss von Herkules aus dem Fluss gerettet werden. Alle gelangen an den Hof des Königs Zagro, der Sira heiraten möchte. Herkules und Dario lassen die Prinzessin dort zurück, nichts von den Plänen des Königs und auch nichts von der eifersüchtigen Sabra, die den Mordanschlag im Lager befahl, ahnend.
Nachdem die Rückkehrer entdecken, dass das Floß manipuliert worden war, kehren sie abermals um. In einer Schänke treffen sie auf eine Widerstandsgruppe unter Führung von Manlio, der sie gegen die plötzlich erscheinenden Soldaten Zagros helfen. Dario geht allein nach Kiria und wird gefangen genommen; Herkules lässt sich besiegen, um ihn im Gefängnis zu finden. Manlios Aufrührer überlisten die Wachen, befreien Dario und den ein Mühlrad drehenden Herkules.
Nach einer vergeblichen Unterredung mit Alteo – Herkules wird sogar wieder gefangen genommen – kann er die nun stattfindende Hochzeit von Zagro mit Sira nicht verhindern; alle, die sich ihm bei Hofe dabei in den Weg stellten, hat Zagro derweil ermorden lassen. Der aus dem Gefängnis wiederum ausgebrochene Herkules findet den toten Alteo und wird für dessen Mörder gehalten. Bei Zagros Besuch im nun zu seinem Reich gehörenden Licia wird Zagro von Herkules zur Rede gestellt; er lässt sich auf ein Gottesurteil ein.
Die Prüfungen werden von Herkules alle bestanden; es kommt zum finalen Kampf von Herkules und den Rebellen gegen die Truppen von Zagro. Letzterer wird von Herkules persönlich getötet, der die also frisch verwitwete Sira nun heiraten kann.

## Synchronisation
Der Film wurde zweimal synchronisiert, einmal in der BRD und einmal in der DDR. Die westdeutsche Synchronfassung entstand bei der IFU in Remagen. Die ostdeutsche Synchronisation entstand nach einem Dialogbuch von Hannelore Fabry und unter der Dialogregie von Dagmar Nawroth.
| Rolle                  | Darsteller        | Synchronsprecher (BRD 1962) | Synchronsprecher (DDR 1988) |
| ---------------------- | ----------------- | --------------------------- | --------------------------- |
| Ursus/Herkules         | Samson Burke      | Horst Naumann               | Jürgen Mai                  |
| Prinzessin Sira        | Wandisa Guida     | Bettina Schön               | Ulrike Mai                  |
| König Zagro            | Livio Lorenzon    | Benno Hoffmann              | Roland Hemmo                |
| Sabra                  | Nadine Sanders    | Gisela Reißmann             | Solveig Müller              |
| Licurgo                | Gianni Rizzo      | Alwin Joachim Meyer         | N. N.                       |
| Hauptmann der Wache    | Franco Fantasia   | Wolfgang Eichberger         | Peter Tepper                |
| Dario                  | Roberto Chevalier | Christina Hoeltel           | N. N.                       |
| Lydia                  | Gina Rovere       | Ursula Herwig               | N. N.                       |
| Andros                 | Ignazio Balsamo   | N. N.                       | Bert Franzke                |
| Anio, der Tavernenwirt | Ugo Sasso         | Wimm Schroers               | Hans-Joachim Martens        |

## Ausstrahlung
Herkules, der Held von Karthago hatte am 7. Dezember 1961 seine italienische Premiere. Der Film kam am 1. Februar 1963 in die bundesdeutschen Kinos und wurde am 16. Juli 1988 erstmals auf DFF 2 im Fernsehen der DDR gezeigt. Im Fernsehen läuft er auch unter dem Titel Der Richtspruch der Götter.

## Kritik
„Eine schwachbrüstige Remmidemmishow, für die man nicht einmal einen Drehbuchautor benötigt hätte.“

Das Lexikon des internationalen Films sah einen „trivialen Sandalenfilm ohne irgendwelche Besonderheiten.“

## Bemerkungen
Erneut verliert ein Titelheld des italienischen Sandalenfilms seine Identität – hier wird aus dem Ursus der Originalfassung Herkules.
Anstatt in Karthago spielt die Szenerie im antiken Lykien und Karien, also in Kleinasien. Das nordafrikanische Karthago, welches noch dazu erst mehrere Jahrhunderte später – nach antiker Überlieferung 814 v. Chr. – gegründet wurde, wird hingegen nicht einmal erwähnt.